# Отрубевидный лишай
Отрубевидный (разноцветный) лишай (Pityriasis versicolor, альт. — Tinea versicolor) — длительная (хроническая) грибковая инфекция рогового слоя эпидермиса. Бытовое (сленговое) название, которое можно встретить на курортах — «солнечный грибок». Следует различать заболевание с витилиго, розовым лишаём Жибера и сифилитической розеолой.
Название «лишай» (Lichen) известно со времен Гиппократа, под ним объединены многие заболевания кожи, для которых характерно образование цветных пятен и шелушение. Возбудитель разноцветного лишая был описан G. Robin в 1853 году, а в 1951 году M. Gordon выделил округлые и овальные формы возбудителя, как в местах высыпаний разноцветного лишая, так и в пределах здоровой кожи, отнеся его к дрожжеподобным грибам.

## Причины
Возбудителем данного заболевания является дрожжеподобный гриб, который существует в трех формах: округлой Pityrosporum orbiculare, овальной Pityrosporum ovale и мицелиальной Malassezia furfur (способны изменяться друг в друга).
Помимо отрубевидного лишая Pityrosporum ovale вызывает фолликулит и играет основную роль в патогенезе себорейного дерматита.
Все это представители дрожжей, которые постоянно находятся на человеческой коже. Причиняют проблемы только при некоторых обстоятельствах (обычно только визуальные и возможность заразить постоянного полового партнёра). Относительно распространены. Заболевание обычно встречается у подростков и молодых мужчин, часто также в жарком климате.
Основной причиной, вероятно, считается несоблюдение гигиены (редкое мытье тела и смена постельного и нательного белья), от чего могут появляться первые очаги заражения на спине и между лопатками как труднодоступные места.
Отрубевидный лишай не считается заразным заболеванием.

## Симптомы

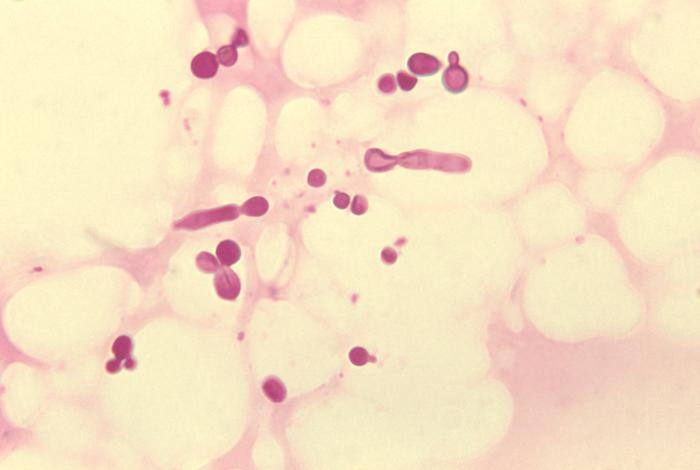
Образец от пациента с tinea versicolor

Главный признак — мелкие пятна на коже с четкими границами. Пятна часто темные, красновато-коричневого цвета. Самые частые участки поражения — спина, подмышки, плечи, грудь, шея. Пораженные зоны не темнеют на солнце (кожа может показаться светлее, чем окружающая здоровая).
Размножаясь в эпидермисе, грибок вызывает нарушения в работе меланоцитов (клеток, отвечающих за выработку пигмента меланина). Именно благодаря меланину под действием солнечных лучей тело приобретает загар. Вырабатываемая грибком азелаиновая кислота уменьшает способность меланоцитов синтезировать пигмент, в результате чего появляются гипопигментированные участки.
Пятна склонны к слиянию с образованием крупных очагов, но могут существовать изолированно. Воспалительные явления отсутствуют, имеется незначительное отрубевидное шелушение (связанное с разрыхлением грибом рогового слоя). Поражается только роговой слой эпидермиса (самый поверхностный). Инкубационный период составляет от двух недель до месяцев.
Другие симптомы:
- усиленная потливость,
- зуд.

Отрубевидный лишай часто сопутствует следующим заболеваниям:
- эндокринные нарушения,
- хронические заболевания желудочно-кишечного тракта,
- иммунодефицит.

Провоцирующие факторы:
- Определённый химический состав пота (генетическая предрасположенность)
- Длительное лечение кортикостероидами
- Ионизирующее излучение
- Солнечная радиация
- Тяжелые металлы
- Повышенная потливость
- Повышение сахара в крови
- Снижение иммунитета
- Нарушение барьерных функций кожи
- Одежда из синтетических материалов

## Диагностика
Для диагностики отрубевидного лишая проводится йодная проба (проба Бальзера), для чего пораженную кожу смазывают йодной настойкой и тут же протирают спиртом (последнее не обязательно): разрыхленный грибом роговой слой быстро впитывает йод, и пятна отрубевидного лишая резко выделяются, окрашиваясь в темно-коричневый цвет на фоне слегка пожелтевшей не пораженной кожи. При отсутствии раствора йода можно пользоваться анилиновыми красителями.
Кожный соскоб при рассмотрении под микроскопом должен показать дрожжи (скопления нитей гриба с округлыми клетками).
Под лампой Вуда (лампа «черного света»), в затемненном помещении, очаги разноцветного лишая дают красновато-жёлтое, зеленовато-синее или бурое свечение.

## Лечение
Согласно Клиническим рекомендациям РФ 2020 г   по лечению Разноцветного (Отрубевидного) лишая рекомендована наружная терапия при ограниченных формах заболевания.
Назначение препаратов для наружного применения:
- миконазол, крем 2 раза в сутки до разрешения клинических проявлений (в течение 3 недель). Комментарии: противопоказан у детей до 12 лет;
- тербинафин, крем, раствор 1–2 раза в сутки до разрешения клинических проявлений (в течение 3 недель). Комментарии: применение у детей возможно согласно режиму дозирования;
- бифоназол, 1% крем или 1% раствор 1 раз в сутки до разрешения клинических проявлений (в течение 2-3 недель). Комментарии: противопоказан детям до 1 года;
- кетоконазол, крем 1 раз в сутки до разрешения клинических проявлений (в течение 2-3 недель). Комментарии: противопоказан в детском возрасте до 12 лет;
- клотримазол, крем, раствор 1–2 раза в сутки до разрешения клинических проявлений (в течение 1-3 недель);
- цинк пиритион[4], 0,2% крем 2 раза в день, 0,2% аэрозоль 2–3 раза в день до разрешения клинических проявлений (в течение 2–3 недель). Комментарии: противопоказан детям до 1 года;
- оксиконазол, крем 1–2 раза в сутки до разрешения клинических проявлений (в течение 2 недель). Комментарии: противопоказан детям до 8 лет.

Лечение состоит в нанесении противогрибковых препаратов на кожу. В тяжелых случаях показано применение системных антимикотиков (внутрь), которые позволяют существенно сократить сроки лечения и предотвратить частоту развития рецидивов.
Классическим лечением считается использование специальных противогрибковых средств: шампуней (например, Кето Плюс или Низорал, Скин-кап — наносятся на пораженные участки кожи на 3-5 минуты в соответствии с инструкцией), после выхода из душа применяется дополнительное средство в виде спрея (например, Термикон) или мази, в качестве ежедневного ухода применяется гель для душа Скин-кап. Логически размышляя, стоит сначала помыться обычным мылом для раскрытия пор, а потом уже использовать противогрибковые средства.
Используют, как правило, препараты триазолового ряда (флуконазол и др.), препараты и шампуни с сульфидом селена (персульфидом селена — «Сульсен»), препараты и шампуни с цинк пиритионом активированным (Скин-кап). В последние годы высокую клиническую эффективность при меньшем количестве побочных эффектов показывают препараты, содержащие производные имидазола: сертаконазол (Залаин), бифоназол, которые подавляют рост грибов. Эффективна методика лечения: нанесение лечебного шампуня (типа «Низорал») на все тело с выдерживанием в соответствии с указанием в инструкции; сразу после исчезновения проявлений на поверхности кожи (обычно 2-3 применения) применяется препарат типа «Флуконазол» в капсулах (дозировка строго по инструкции), при этом продолжается применение лечебного шампуня (ещё 3-2 применения). Эффективность данного метода связана с тем, что наружные средства (мази, шампуни) не способны справиться с лишаём в волосяных луковицах или в потовых железах и с по́том лишай вновь распространяется на поверхность кожи; препараты типа «Флуконазол» действуют «изнутри», проникая в жидкости организма. Применение только препарата типа «Флуконазол» (без применения лечебного шампуня) обычно не приносит желаемого результата.
Учитывая особенности и поверхность поражения кожи, предпочтительнее использовать средства в виде растворов, лосьонов и спреев, которые наносят на пораженные участки кожи и слегка втирают. Мази использовать неудобно, поскольку затруднительно их нанесение на участки с активным ростом волос (голова, паховая область). Для предотвращения рецидивов рекомендуется ежедневно менять и проглаживать одежду утюгом.
Для борьбы с изменениями пигментации эффективен циклосерин in loco, блокирующий трансаминазу в цепочке синтеза пигментов возбудителя.
Йод или «зелёнка» на первый взгляд могут показаться именно теми средствами, которые успешно должны справляться с такими заболеваниями, но они не проникают глубоко в кожу для полного излечения, а работают только на поверхности, от чего становятся малоэффективными.
Солнечные ванны как минимум не улучшают состояние. Даже выезд на море и получение хорошего загара при начале появления отрубевидного лишая не излечивает.

## Стойкость излечения
Хотя разноцветный лишай легко лечится, изменения пигмента могут длиться в течение месяцев после лечения. Заболевание также может вернуться в жаркие месяцы. Рецидивы характерны для значительного числа пациентов, особенно при самолечении и бессистемном, симптоматическом лечении.

## Профилактика
В теплое время года в качестве профилактики можно протирать кожу салициловым спиртом или просто подкисленной водой (можно добавить немного уксуса или сока лимона), либо раз в 2-3 недели использовать средства с противогрибковым действием, особенно в теплое время года. Коррекция потоотделения.
В теплое время года обязательно ежедневно принимать душ.  Желательно соблюдать дезинфекцию одежды, головных уборов, нательного и постельного белья кипячением в 2%-м мыльно-содовом растворе и проглаживание горячим утюгом с паром.
Люди с разноцветным лишаём должны избегать:
- Чрезмерной высокой температуры
- Стрессовых ситуаций
- Потливости
- Длительной загрязненности (гигиена кожи)
- Синтетических изделий (только 100% хлопок)

## Заразность
Фактически разноцветный лишай не считается заразным заболеванием, так как большинство людей является носителями тех же самых грибков-сапрофитов Malassezia, находящихся на коже (участках, богатых сальными железами), однако у больного должны быть свои одежда, полотенце, мочалка, постельное белье и т. п.
Самолечение или бессистемное лечение отрубевидного (разноцветного) лишая крайне нежелательно. Половая жизнь уместна.
Практически часты случаи заражения от постоянного полового партнёра из-за длительного контакта с кожей и постельным бельем зараженного, особенно при отсутствии лечения и игнорировании профилактических мер.